# سنة الهدام
سنة الهدام (تسمى أيضا طوفان نجد الكبير،الغرقة)، هو فيضان حدث سنة 1376 هـ (1956م) في بعض مناطق الجزيرة العربية بمعدلات متفاوتة، نتيجة استمرار هطول الأمطار على مدى 58 يوماً، مما تسبب في انهيار أكثر البيوت والمساجد والمتاجر التي كان أغلبها مبني من الطين.
تركز الضرر الأكثر على القصيم وسدير، وكانت بريدة وما جاورها من مدن وقرى هي المتضرر الأكبر. تجاوز السيل أعتاب المباني وحاصرت السيول السكان وهرب الناس من بيوتهم في المدن والقرى إلى الاماكن المرتفعة، ورفعوا ما تبقى من أمتعتهم فوق أغصان الشجر للاحتماء تحتها من زخات المطر المباشر.

## توثيق تاريخي
كان ضمن من كان موجوداً في قلب الحدث في بريدة الشيخ «إبراهيم بن عبيد العبد المحسن» الذي رصد هول الحادثة وما جرى بها ضمن كتابه (حوادث الزمان)، وقال عن بعض تفاصيلها:
| سنة الهدام | لما كان في 12 جمادى الأولى 1376 هـ (في أول المربعانية) من هذه السنة هطلت أمطار على القصيم واستمرت طيلة ذلك اليوم ومن الغد وبعد الغد وهكذا خمسة أيام لم يتوقف نزول الماء؛ حتى (انماعت) رؤوس الحيطان وجعلت تنهار من كثرة نزول مياه الأمطار. ومضى على الأمة خمسة أيام متوالية والأهالي في القصيم ينتظرون بفارغ الصبر أن يمسك الله السماء عنهم، وبما أن بريدة وضواحيها لا تزال مهددة من خطر السيول؛ نتيجة (120) ساعة لم تتوقف الديمة عنها، وكانت سائر القصيم كذلك، غير أن شدة وقعه كانت على بريدة وضواحيها كان مما يعجب له خوف أوقعه الله في القلوب من سكنى البيوت، حيث كانوا يتوقعون أنها ستنطبق عليهم، وفي يوم الأربعاء 17 جمادى الأولى هطلت أمطار وسيول زيادة عما هم فيه من الديمة المتواصلة؛ فتعطلت الدراسة منذ ذلك اليوم ولم يستطع البشر الجلوس داخل المنازل؛ لشدة خرير السقوف، ولما كان في 18 /5 خرجت الأمة إلى البراري خوفاً من سقوط البيوت، وأصبحوا مهددين بالأخطار، هذا ولا تزال السماء منطلقة الوكاء تصب المياه صباً، وكان قد أنخاط الجو وأظلمت الدنيا لفقدهم ضياء الشمس، وكان القوي من يملك بساطاً يرفعه بأعواد فيجلس وعائلته تحته!. | سنة الهدام |

الشيخ «العبد المحسن» وثّق أحداث القصيم لحظة فرار الأهالي من منازلهم واللجوء إلى الجبال والشجر:
| سنة الهدام | وفي ليلة 19 ليلة الجمعة أقبلت سحب متراكمة وجعل البرق يخرج من خلالها زيادة على ما هم فيه وقعقعت الصواعق ولمعت البروق وجعلت البيوت تتساقط يسمع لها دوي عظيم كصوت المدافع، ولما أن اشتدت الضربة ووقعت الكربة وضاقت الحيلة فتح المسلمون أبواب البيوت وفروا هاربين إلى الصحراء لا يلوي أحد على أحد، وذهلوا أموالهم ونسوا أولادهم وهنالك لا ترى أحداً يلتفت إلى أحد، وعجّت الخليقة إلى ربها وفاطرها فلا تسمع بإذن من الصراخ والبكاء والضجة، واختلط الحابل بالنابل، وقام ضعفاء الناس متشوشين فصعدوا إلى رؤوس المنائر وجعلوا يكبرون وينادون بالأذان في منتصف الليل، وسمعت ضجة عظيمة للخلائق هذا يؤذن وذاك يصرخ والآخر يئن ويصيح من البلل وشدة البرد، ونزلوا في الفضاء والتجؤوا إلى شجر الأثل الذي لا يغني عنهم شيئاً يهطل عليهم الماء من فوقهم ويفيض من تحتهم، والقليل منهم التجؤوا إلى ظل خيام صارت أشبه شيء بزرائب الحيوانات من كثرة من ينطوي تحت سقوفها، وكنت لما ذهبت إلى مسجدي لصلاة الفجر وجدت القوم صفوفاً في رحبة المسجد تهطل الأمطار عليهم فلما استفهمت منهم أجابوا بأن العوائل من النساء والأطفال في الخلوة، والمصابيح لا تغني شيئاً من الخرير، ولما خرجت الأمة إلى الصحاري افترشوا الغبراء فكان غالبهم الأرض فراشهم والسماء غطاؤهم بعد التقلب على الأرائك الأثيرة، وأصبحوا جياعاً بعد التلذذ بصنوف المأكولات، وأصبحت منازلهم أطلالاً بعدما كانت قصوراً شامخة، وانقطعت بهم السبل فلا السيارات تصلهم ولا الطائرات تهبط عليهم، هذا وقد تهدمت مساكنهم على أموالهم وأثاثهم وأرزاقهم، وأصبحوا معدمين إلاّ من رحمة الله، ثم عطف حكومتهم وبني جنسهم ممن لم يصابوا بمثل مصيبتهم. | سنة الهدام |